# محوطه نیازآباد
محوطه نیازآباد مربوط به تا سدهٔ ۱۰ ه.ق است و در شهرستان خواف، بخش سنگان، روستای نیازآباد واقع شده و این اثر در تاریخ ۱۷ مرداد ۱۳۸۳ با شمارهٔ ثبت ۱۱۰۳۷ به‌عنوان یکی از آثار ملی ایران به ثبت رسیده است.